# Geneva (Illinois)
Geneva (deutsch: Genf) ist eine Stadt in der Metropolregion Chicago und Verwaltungssitz des Kane County im Norden des US-amerikanischen Bundesstaates Illinois. Das U.S. Census Bureau hat bei der Volkszählung 2020 eine Einwohnerzahl von 21.393 auf einer Fläche von 22,2 km² ermittelt. Geneva liegt am Fox River. Nachbargemeinden sind Batavia, St. Charles und West Chicago. Bürgermeister ist Kevin Burns. Geneva besitzt ein Krankenhaus namens Delnor Community Hospital.

## Geschichte
Die Gegend des heutigen Geneva wurde mindestens seit dem 17. Jahrhundert bis in das frühe 19. Jahrhundert ausschließlich von Indianerstämmen besiedelt. Die ersten weißen Siedler ließen sich ab etwa 1830 dort nieder. 1836 wurde Geneva zum County Seat erhoben.
Seit 1887 ist Geneva eine Stadt. Erster Bürgermeister war James Herrington, der Sohn des Gründers.

## Gewässer
Die Stadt Geneva liegt am Fox River, der unweit von Menomonee Falls im benachbarten Wisconsin entspringt und bei Ottawa in den Illinois River mündet. Weitere Gewässer in Geneva sind der Mill Creek, ein kleiner Bach und der Pech Lake.

## Kultur und Sehenswürdigkeiten

### Bauwerke
Am Fox River liegen die Fabyan Villa sowie die Riverbank Laboratories, die beide im National Register of Historic Places stehen.

### Parks
- Bennett Park
- City Park
- Dryden Park
- Eagle Brook Park
- Fargo Park
- Good Templar Park
- Kay Lovett Park
- Marjorie Murray School Park
- Meadows Park
- Jay-Cee Park
- Old Mill Park
- Randall Square Park
- Sunset Park
- Western Ave Park
- Wheeler Park
- Williamsburg Park

### Sportanlagen
- Geneva Golf Club - Golfplatz
- Phillip B Elfstrom Stadium - Baseball Stadion der Baseball Mannschaft Kane County Cougars.

## Infrastruktur

### Schulen
Geneva liegt im Schulbezirk Geneva School District 304.
Volksschulen:
- Coultrap Elementary School
- Harrison Street Elementary School
- Heartland Elementary School
- Mill Creek Elementary School
- Western Avenue Elementary School

Primarschulen
- Geneva Middle School North
- Geneva Middle School South

High Schools
- Geneva Community High School

### Verkehr
Die Stadt liegt an den Illinois Highways 38, auch Roosevelt Street, 31 und 25. Nächster Flughafen ist der Dupage County Airport. Außerdem verläuft durch die Stadt die Metra Geneva.

## Söhne und Töchter
- Gower Champion (1919–1980); Regisseur, Choreograph, Tänzer und Schauspieler
- Steve Hunt (* 1954); Jazz-Schlagzeuger
- Stu Linder (1931–2006); Filmeditor und Oscarpreisträger
- Keith Meyer (1934–2010), Eisschnellläufer
- Edmund Beecher Wilson (1856–1939); Genetiker und Zoologe
- Rick Wohlhuter (* 1948); Leichtathlet, der in den 1970er Jahren über die Mittelstrecke erfolgreich war
- Bob Woodward (* 1943); deckte zusammen mit Carl Bernstein als Reporter der Washington Post die Hintergründe der Watergate-Affäre auf

## Städtepartnerschaft
Mit Croissy-sur-Seine, Département Yvelines, Frankreich, verbindet Geneva eine Städtepartnerschaft.